# Марија Балтић
Марија Балтић (Нова Градишка, 1924 — Београд, 5. октобар 1977) била је учесница Народноослободилачке борбе и друштвено-политички радник СР Србије.

## Биографија
Рођена је у Новој Градишки 1924. године. Потицала је из сиромашне породице. Као ученица Учитељске школе у Београду, активно се укључила у револуционарни омладински покрет. Године 1939. постала је члан Савеза комунистичке омладине (СКОЈ), а 1945. је примљена у чланство Комунистичке партије Југославије (КПЈ).
Активност у београдској скојевској организацији вршила је и након окупације Београда. Током рата је више пута хапшена и мучена у Специјалној полицији. Почетком 1944. одвела је групу омладинаца и омладинки у Расински партизански одред, а потом је као борац Четврте бригаде 21. српске дивизије учествовала у борбама за ослобођење Београда, на Сремском фронту, за ослобођење Загреба и Словеније све до аустријске границе.
Након ослбођења је наставила активност у скојевској организацији у Београду, упоредо са студијама на Београдском универзитету. Потом је радила као професор у Загребу. Као историчар уметности налазила се на дужности директора Регионалног завода за заштиту споменика културе у Загребу, као и секретара Комисије при Савезном извршном већу за координацију рада и спровођење конвенција о заштити споменика кулуре у СФР Југославији.
Била је удата за револуционара, друштвено-политичког радника и народног хероја Милутина Балтића, са којим је имала четворо деце — сина Владимира и ћерке Јасну, Ивану и Зорану.
Преминула је 5. октобра 1977. у Београду. Сахрањена је у Алеји заслужних грађана на Новом гробљу у Београду.